# はたけなか製麺
はたけなか製麺株式会社（はたけなかせいめん）は、宮城県白石市に本社・工場を置く主に白石市の名産品である温麺（うーめん）を中心とした乾麺を生産している日本の食品会社である。
社名の由来は、創業当時に工場辺りが一面の畑の中だったことから「畑の中＝はたけなか」と呼ばれていたことに因む。

## 沿革
- 1890年（明治23年）7月 初代佐藤善六 手延温麺を創業。
- 1910年（明治43年）4月 二代目佐藤善八 社長就任 手延時代より機械化時代に入る。
- 1930年（昭和5年）7月 法人組織に変更『畑ヶ中製麺合資会社』設立、資本金100円。
- 1947年（昭和22年）7月 三代目佐藤孝一 社長就任（昭和20年8月海軍神風特別攻撃隊より帰還）。
- 1956年（昭和31年）12月 乾麺自動乾燥移行装置を導入オートメーション化成る。
- 1967年（昭和42年）4月 東京営業所開設。
- 1990年（平成2年）1月 創業100周年記念式典開催。
- 1995年（平成7年）9月 会社組織変更『はたけなか製麺株式会社』多加水熟成ライン導入。
- 2004年（平成16年）2月 四代目佐藤隆 社長就任、佐藤孝一会長就任。
- 2010年（平成22年）3月	優良ふるさと食品中央コンクールにて農林水産省総合食料局長賞を受賞。
- 2010年（平成22年）11月 「あかもく製品」食材王国みやぎ推進優良活動表彰で大賞を受賞。
- 2010年（平成22年）8月 五代目佐藤秀則 社長就任。

## 主な商品
- 温麺
- そうめん
- ひやむぎ
- うどん
- そば

## 所在地
本社・工場
〒989-0276 宮城県白石市大手町4-11
東京営業所
〒176-0025 東京都練馬区中村南1-30-15